# (20193) Yakushima
(20193) Yakushima ist ein Asteroid des Hauptgürtels, der am 18. Januar 1997 vom japanischen Amateurastronomen Naoto Satō an seinem privaten Observatorium (IAU-Code 369) in Chichibu in der Präfektur Saitama entdeckt wurde.
Benannt wurde der Asteroid am 12. Oktober 2011 nach der in der Präfektur Kagoshima gelegenen Ōsumi-Insel Yakushima, deren Sicheltannenwald 1993 in die Liste des Weltnaturerbes der UNESCO aufgenommen wurde. Am 22. Juli 2009 konnte auf der Insel die erste totale Sonnenfinsternis in Japan seit 46 Jahren beobachtet werden.